# Du rire aux larmes
Pour le film, voir Du rire aux larmes (film).
Albums de Sniper
Gravé dans la roche
(2003)
Du rire aux larmes est le 1er album du groupe de rap français Sniper, sorti le 30 janvier 2001 sous le label Desh Musique.

## Liste des titres
1. Intro - 1:32
2. Sniper processus - 4:18
3. Pris pour cible - 4:04
4. Faut de tout pour faire un monde - 4:48
5. Intro "Le crew est de sortie" - 0:29
6. Le crew est de sortie - 4:31
7. Intro "Tribal poursuite" - 0:41
8. Tribal poursuite - 4:41
9. La France (solo Tunisiano) - 6:18
10. Intro "Du rire aux larmes" - 1:04
11. Du rire aux larmes - 5:01
12. Aketo vs. Tunisiano - 4:04
13. La sentence - 4:01
14. Quand on te dit feat. J-Mi Sissoko - 3:56
15. Aketo solo (solo Aketo) - 4:15
16. Fait divers - 5:01
17. La rumba - 4:19
18. On s'en sort bien - 4:05
19. Le mauvais fils (piste cachée)

## Samples
- Aketo solo : La mama de Charles Aznavour
- La rumba : Cafe de Eddie Palmieri
- Tribal poursuite : Trafic de rimes de KDD et Cours plus vite que les balles de Ministère A.M.E.R

## Classements
| Pays   | Meilleure position | Semaines classées |
| ------ | ------------------ | ----------------- |
| France | 21                 | 60                |

L'album s'écoula à environ 200 000 exemplaires.

## Référence
1. ↑  lescharts.com